# Hockey Club Torino Bulls 2011 Femminile
L'Hockey Club Torino Bulls 2011 Femminile o semplicemente Torino Bulls è stata una squadra di hockey su ghiaccio italiana, sezione femminile dell'Hockey Club Torino Bulls 2011. Ha disputato cinque campionati di massima serie (dal 2014 al 2019).

## Storia

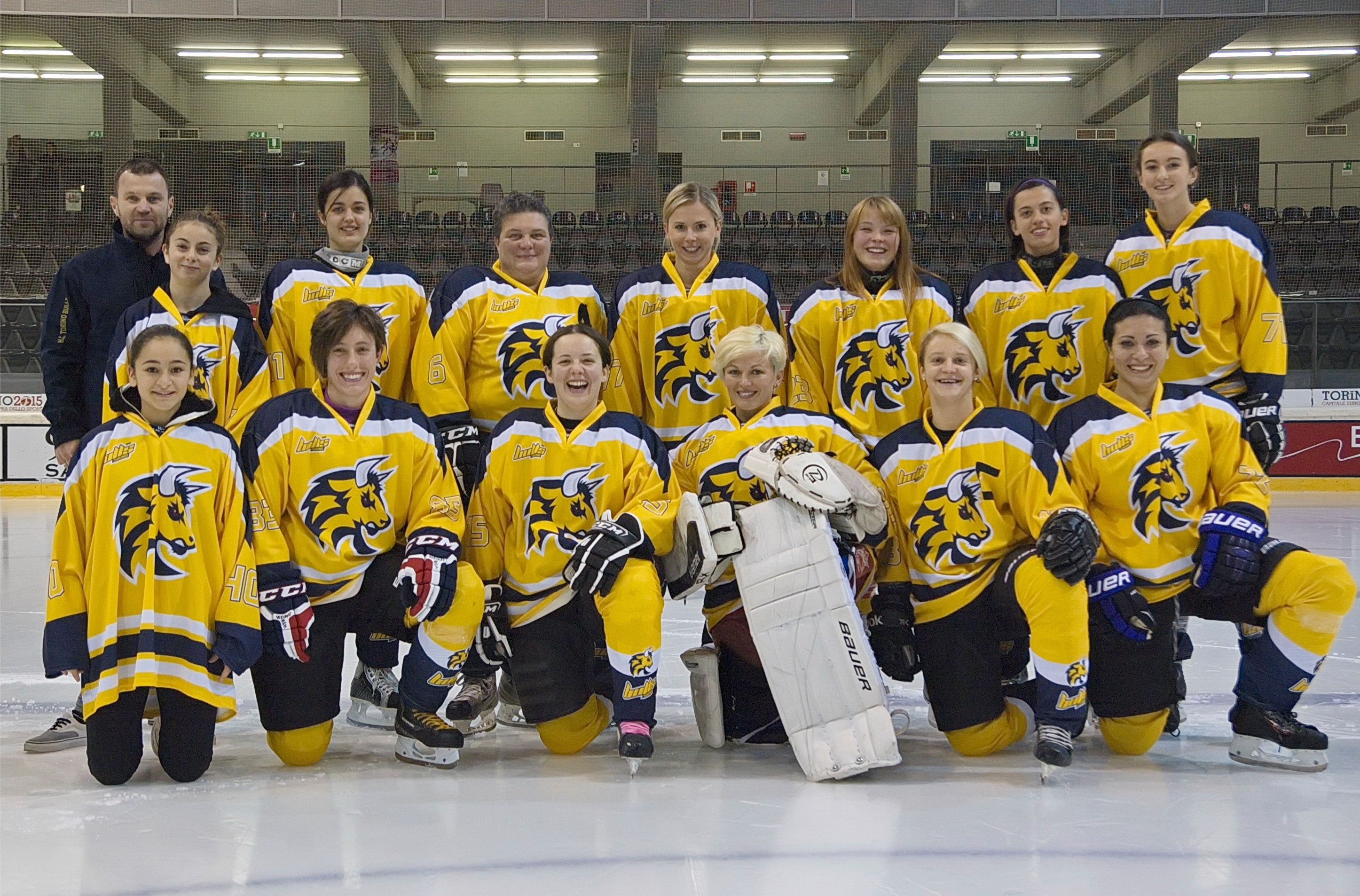
La squadra nel novembre 2014, in occasione di una gara contro l'EV Bozen Eagles

La squadra è stata fondata il 18 settembre 2014 come sezione femminile dell'Hockey Club Torino Bulls 2011, ed iscritta in massima serie. Nella loro prima stagione, le piemontesi raggiunsero la finale per il terzo posto, dove furono sconfitte dalle Alleghe Hockey Girls.
Nella stagione successiva la squadra si rinforzò notevolmente, acquisendo diverse giocatrici dell'altra squadra torinese iscritta in massima serie,il Real Torino Hockey Club, che aveva chiuso la propria sezione femminile (Anna De La Forest, Chloè Rossi, Virginia Avanzi, Eugenia Casassa e Melissa Di Giovanni). La squadra riuscì a raggiungere la finale scudetto, dove tuttavia venne sconfitta dall'EV Bozen Eagles per 2 gare a 0 (2-7 in gara 1 disputata a Torino e 6-0 in gara 2 disputata a Bolzano).

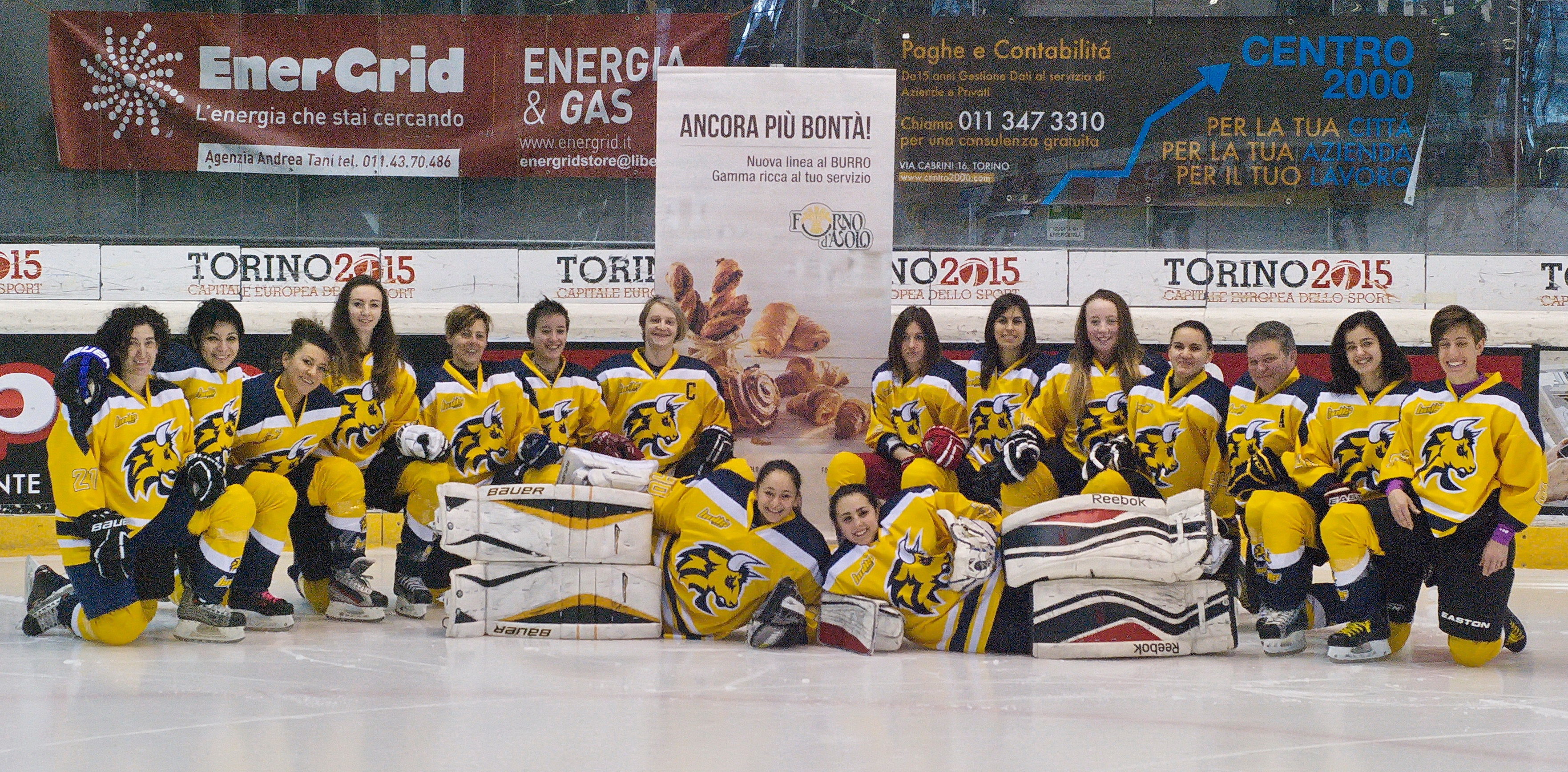
La squadra nel gennaio 2016, in occasione di una gara contro l'Alleghe Hockey Girls

Nonostante l'innesto di alcune altre giocatrici di spessore, ed in particolare di Carola Saletta, proveniente dalle Eagles, nel 2016-2017 la squadra non riuscì a bissare la finale: venne eliminata in semifinale dall'Alleghe Hockey Girls, vincendo poi la finale per il terzo posto contro le Lakers. L'esito della stagione successiva e di quella 2018-2019 fu il medesimo: eliminazione in semifinale con l'Alleghe e vittoria nella finale per il terzo posto con le Lakers.
Nell'estate del 2019 la squadra non si iscrisse al campionato.